# David Tetteh
David Bruce Tetteh (ur. 10 sierpnia 1985 w Akrze) – kirgiski piłkarz pochodzenia ghańskiego występujący na pozycji pomocnika. Zawodnik klubu Dordoj Biszkek.

## Kariera klubowa
Tetteh zawodową karierę rozpoczynał w 2006 roku w tadżyckim zespole Regar-TadAZ Tursunzoda. W tym samym roku zdobył z nim mistrzostwo Tadżykistanu oraz Puchar Tadżykistanu. W 2007 roku odszedł do kirgiskiego Dordoju-Dinamo Naryn. W 2010 roku zespół ten zmienił nazwę na Dordoj Biszkek. Łącznie zdobył z nim 5 mistrzostw Kirgistanu (2008, 2009, 2011, 2012, 2014), 4 Puchary Kirgistanu (2008, 2010, 2012, 2014) oraz 4 Superpuchary Kirgistanu (2011, 2012, 2013, 2014). W sezonie 2008 został także królem strzelców ligi kirgiskiej.

## Kariera reprezentacyjna
W reprezentacji Kirgistanu Tetteh zadebiutował 17 marca 2013 roku w wygranym 1:0 eliminacji meczu Pucharu Azji 2015 z Makau, w którym strzelił także gola.